# 杜塘水库
杜塘水库是中国福建省漳州市云霄县境内的一座水库，位于漳江上，建于1959年。水库正常库容为1475万立方米，集雨面积为25平方千米，海拔为87.5米。